# Chlamydopsis storeyi
Chlamydopsis storeyi är en skalbaggsart som beskrevs av Michael S. Caterino 2003. Chlamydopsis storeyi ingår i släktet Chlamydopsis och familjen stumpbaggar. Inga underarter finns listade i Catalogue of Life.